# ألبرت هورنر
ألبرت هورنر هو سياسي كندي، ولد في 26 أبريل 1913 في شوفيل ‏ في كندا، وتوفي في 2 يناير 2009 في Blaine Lake ‏ في كندا. نشط حزبياً في الحزب الكندي التقدمي المحافظ. وقد انتخب عضو مجلس العموم الكندي.